# Histoire de Lisey (série télévisée)
Histoire de Lisey (Lisey's Story) est une mini-série américaine en huit épisodes d'environ 50 minutes, tirée du roman du même nom de Stephen King, et diffusée du 4 juin au 16 juillet 2021 sur Apple TV+.

## Synopsis
Deux ans après le décès de son époux, Lisey, à la suite d'une série d’événements, doit faire face à certaines réalités de son mari qu’elle avait occultées.

## Distribution
Sauf indication contraire, les informations mentionnées dans cette section peuvent être confirmées par les bases de données cinématographiques IMDb et Allociné,  présentes dans la section « Liens externes ».

### Acteurs principaux
- Julianne Moore (VF : Ivana Coppola) : Lisey Debusher Landon
- Clive Owen (VF : Julien Kramer) : Scott Landon
- Dane DeHaan (VF : Benjamin Bollen) : Jim Dooley
- Jennifer Jason Leigh (VF : Marie-Laure Dougnac) : Darla Debusher
- Joan Allen (VF : Véronique Augereau) : Amanda Debusher

### Acteurs secondaires
- Sung Kang (VF : Damien Ferrette) : officier Dan Beckman
- Ron Cephas Jones (VF : Jean-Paul Pitolin) : Pr Roger Dashmiel
- Michael Pitt (VF : Raphaël Cohen) : Andrew Landon
- Omar Metwally : Dr Hugh Alberness
- Peter Scolari : Dave Debusher
- Will Brill (VF : Loïc Guingand): Gerd Allen Cole

 Source et légende : version française (VF) sur RS Doublage

## Production

### Développement
En août 2017, Stephen King a exprimé son envie de voir son roman adapté en série télévisée : 

« Histoire de Lisey est mon livre préféré et j'aimerais que cela soit fait, surtout maintenant qu'il y a une sorte d'ouverture sur les services de streaming à la télévision et même sur les réseaux câblés. Il y a plus de liberté de faire des choses maintenant et quand vous faites un film à partir d'un livre, il y a cette chose que j'appelle le syndrome assis sur une valise. C'est là que vous essayez d'emballer tous les vêtements à la fois et que la valise ne se ferme pas. Il est donc difficile de prendre un livre entièrement texturé et de le faire en deux heures et 10 minutes. Mais en tant qu'émission de télévision, vous avez 10 heures. »

En avril 2019, il a été annoncé qu'Apple Inc avait acquis les droits du roman et a passé une commande pour une série de huit épisodes à diffuser sur Apple TV+, tous les épisodes étant scénarisés par Stephen King, et devant être produits par J. J. Abrams et la société Bad Robot Productions. En août suivant, Pablo Larraín rejoint l'équipe de production pour s'occuper de la réalisation de la mini-série,.
En février 2020, il a été annoncé que Darius Khondji avait rejoint la production de la série en tant que directeur de la photographie.

### Attribution des rôles
Dès avril 2019, Julianne Moore fut choisie dans le rôle principal de Lisey,.
En octobre 2019, Clive Owen a été ajouté à la distribution pour jouer Scott Landon, Joan Allen (Amanda Debusher) et Dane DeHaan (Jim Dooley) rejoignaient quant à eux la distribution en novembre, et Sung Kang en décembre, pour interpréter l'officier Dan Beckman,,,.
En janvier 2020, Jennifer Jason Leigh a été révélée via les réseaux sociaux être dans la distribution, et ce n'est que quand Apple TV+ a annoncé un premier teaser sur Histoire de Lisey en février 2021, qu'il a été annoncé que Ron Cephas Jones était au casting,.

### Tournage
Le tournage a commencé en octobre 2019 dans une maison historique de la région, Van Liew-Suydam House dans le canton de Franklin, comté de Somerset, New Jersey,.
En décembre 2019, le tournage a eu lieu dans le village de Tuckahoe dans le comté de Westchester, dans l'État de New York.
À la mi-mars 2020, le tournage a été arrêté en raison de la pandémie de Covid-19. Pablo Larraín a alors déclaré qu'il restait « quelques semaines » de tournage avant l'arrêt,. En septembre suivant, Julianne Moore a partagé via Instagram que le tournage de son personnage était terminé.

### Sortie
Le 6 janvier 2021, Apple a annoncé que la série serait diffusée en 2021 sans plus de précisions. Le mois suivant, Apple TV+ a révélé un premier aperçu de la série, où il a été annoncé que le programme débuterai sa diffusion dès la mi-2021,.
Dans un premier regard avec Vanity Fair en avril 2021, il a été annoncé que la série sera présenté sur Apple TV+ avec les deux premiers épisodes sortis le 4 juin 2021 et un nouvel épisode chaque vendredi suivant.
Le 11 mai 2021, Apple TV+ a publié la bande-annonce de la mini-série.

## Épisodes
1. Traque-nard (Bool Hunt)
2. Nard-de-sang (Blood Bool)
3. Sous l'arbre miam-miam (Under the Yum-Yum Tree)
4. Jim Dandy (Jim Dandy)
5. Le Bon frère (The Good Brother)
6. Reste tranquille (Now You Must Be Still)
7. Pas de flamme, pas d'étincelle (No Light, No Spark)
8. Histoire de Lisey (Lisey's Story)